# Elsinoë batatas
Elsinoë batatas är en svampart som beskrevs av Viégas & Jenkins 1943. Elsinoë batatas ingår i släktet Elsinoë och familjen Elsinoaceae.   Inga underarter finns listade i Catalogue of Life.